# Clibanarius longitarsus
Clibanarius longitarsus is een tienpotigensoort uit de familie van de Diogenidae. De wetenschappelijke naam van de soort is voor het eerst geldig gepubliceerd in 1849 door De Haan.